# 日乃陽菜美
日乃 陽菜美（ひの ひなみ、1991年11月22日 - ）は、日本の元タレント。奈良県生まれの大阪府育ち。立命館大学映像学部映像学科卒業。昭和プロダクション所属を経てフリー。旧芸名・本名は今中 菜津美（いまなか なつみ）。

## 略歴
幼い頃から映画好きで俳優志望だったが、「高校卒業までに役者になる」という目標を達成できなかったため、「作り手側に回ろう」ということで立命館大学に入学。しかし大学で自主制作映画などへ出演する機会が増え、再び芸能人の道を志した。
大学卒業後は上京し、東京の芸能事務所に籍を置いて活動していたが、2016年に「大阪で一花咲かせる」との思いから帰郷して移籍、芸名を現在のものに改名した。
2017年に「ボートの時間!」（サンテレビ）のレギュラーとなって以降は競艇（ボートレース）関連の仕事が多くなっており、主に西日本のボートレース配信番組を中心に出演していたが、2025年3月15日のボートレース宮島の配信番組の席上で、同月末をもって引退することを発表、同月31日のボートレース下関の配信出演を最後に芸能界を引退した。

## 出演

### テレビ番組
- ボートの時間!（サンテレビ、2017年6月 - 2025年3月）

### 映画
- 死にたすぎるハダカ（2012年)
- ピース オブ ケイク（2015年）
- 東京無国籍少女（2015年）
- 劇場霊（2015年）
- 過激派オペラ（2016年）
- コーンフレーク（2023年）

### その他
- 住之江競艇場「アクアライブステーション」MC（不定期）
- 徳山競艇場「Let'ｓ BOATRACE We Are すなっち～ず!」MC（2023年4月 - 2025年2月）[8]
- 丸亀競艇場「ウチまる」
- 宮島競艇場「【ボートレース宮島 公式YouTube番組】 ボートレースバラエティ “ブッちぎりィ!!”